# Abdicare

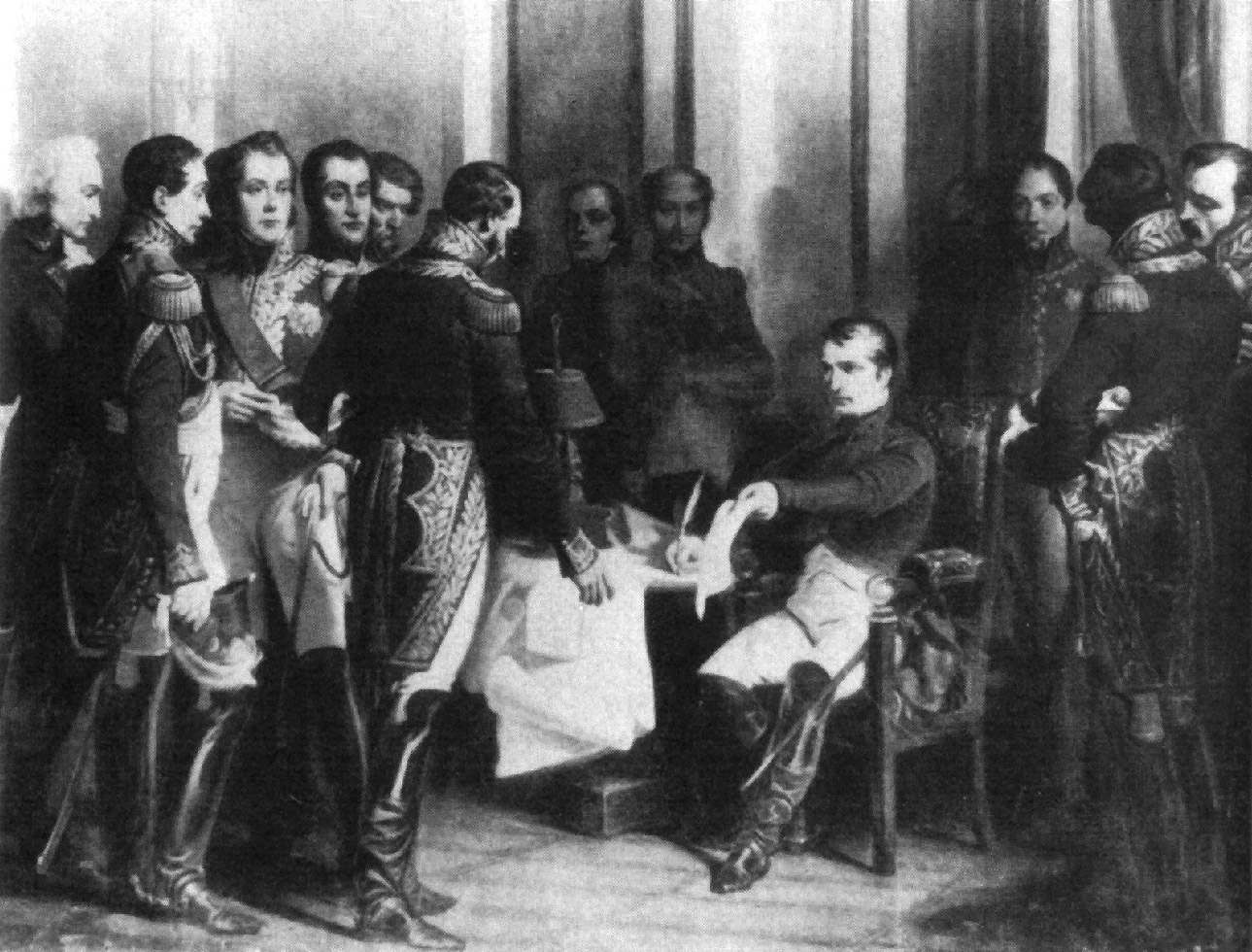
Abdicarea lui Napoleon, 1843.

Abdicarea (latină abdicatio, a renunța; de la ab însemnând "de la" și dicare, a declara, a proclama că nu face parte din) este actul prin care o persoană renunță și cedează funcția sa înainte de expirarea termenului corespunzător pentru   exercitarea acesteia. 
În dreptul roman termenul este specific pentru decăderea din drepturi a unui membru al familiei, cum ar fi dezmoștenirea unui copil. Astăzi, acest cuvânt este folosit rar, cu excepția sensului de a abandona puterea supremă dintr-un stat. Un termen similar pentru un oficial ales este cel de renunțare.